# Teatro dell'Opera di Madlenianum
Il Teatro dell'Opera di Madlenianum è situato a Belgrado, Serbia. Fondato nel 1997, è stato il primo teatro d'opera privato in quest'area d'Europa.
Il direttore generale è Danka Teodorovic. Fino alla stagione 2004/2005 il teatro ha rappresentato 610 spettacoli (opera, balletti, concerti e rappresentazioni drammatiche) con oltre 200.000 spettatori.